# John Giorno

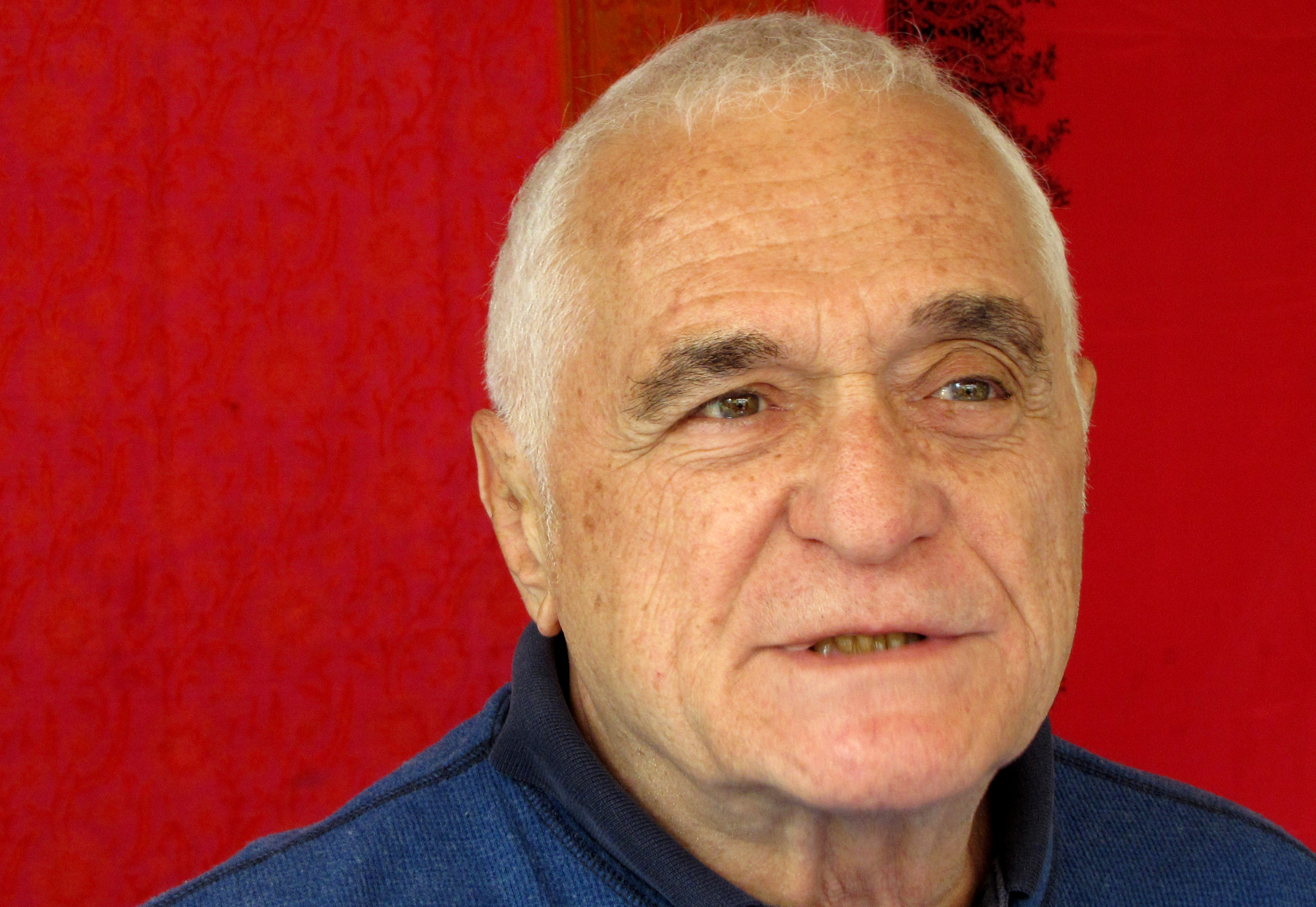
John Giorno (2010)

John Giorno (* 4. Dezember 1936 in New York; † 11. Oktober 2019 ebenda) war ein US-amerikanischer Performancekünstler und Poet. Er war Begründer des Künstler-Netzwerks Giorno Poetry Systems, prägte den Begriff des Dial-A-Poem, eines Experiments zur Untersuchung der Massenkommunikation, und zählte zu den Schlüsselfiguren der subkulturellen New Yorker Beatnik-Szene. Bekannt wurde Giorno durch den Experimentalfilm Sleep (1963/64) von Andy Warhol.

## Leben und Werk
Giorno graduierte 1958 an der Columbia University. 1962 arbeitete er zunächst als Börsenmakler in New York, wo er auf Andy Warhol traf. Bis Mitte der 1960er Jahre standen Giorno und Warhol in engem Kontakt zueinander: Warhol übte einen wichtigen Einfluss auf Giornos künstlerische Entwicklung aus und ermunterte ihn schließlich mit Poesie, Performance und Tonbandgeräten zu experimentieren. 1965 gründete Giorno seine Plattenfirma Giorno Poetry Systems, das mit der Dokumentation, den Entwicklungen und dem Nutzen der modernen Kommunikationstechnologie – im engeren Sinne Video-, Film-, Musik- und Gesprächsaufzeichnungen – experimentierte. Giorno arbeitete hierbei bevorzugt im Genre des Spoken Word. Im Laufe der Zeit entstand so ein Netzwerk mit Beiträgen zahlreicher, zumeist New Yorker Künstler, die im Bereich der bildenden und/oder darstellenden Kunst tätig waren wie beispielsweise William S. Burroughs, John Ashbery, Ted Berrigan, Patti Smith, Laurie Anderson, Philip Glass, Robert Rauschenberg und Robert Mapplethorpe; die daraus entstandene Aktion DIAL-A-POEM, bei der täglich wechselnde Gedichte auf Anrufbeantwortern abgefragt werden konnten, wurde 1970 im Museum of Modern Art gezeigt. Im Verlauf wurden bei Giorno Poetry Systems über 40 LP-, CD- und Videopublikationen veröffentlicht. Mit der Performance Everyone gets Lighter (2004) nahm John Giorno einen persönlichen Bezug auf seine Beziehungen zu Warhol, Burroughs und Keith Haring. John Giornos künstlerischer Ansatz wurde unter anderem von der späteren Industrial Culture aufgenommen und weiterentwickelt.
Giorno war mit dem Schweizer Künstler Ugo Rondinone verheiratet.

## Auszeichnungen
- 2021: American Book Award für Great Demon Kings: A Memoir of Poetry, Sex, Art, Death, and Enlightenment (postum)

## Ausstellungen
- 2015/2016: Ugo Rondinone. I Love John Giorno, Palais de Tokyo.[5]

## Veröffentlichungen
- Cunt. März, Darmstadt, 1969.
- Jeder wird leichter. Stadtlichter Presse, 2007, ISBN  978-3-936271-38-6.
- Subduing Demons in America: Selected Poems 1962–2007.  Soft Skull Press, 2008, ISBN 978-1-59376-204-9. (englisch)
- Great demon kings : a memoir of poetry, sex, art, death, and enlightenment, New York : Farrar, Straus and Giroux, 2020, ISBN 978-0-374-16630-4
- Große Dämonenkönige : ein Leben voller Poesie, Sex, Kunst, Tod und Erleuchtung, aus dem Amerikanischen übersetzt von Urs Engeler,  	Berlin : Secession, 2023, ISBN 978-3-96639-068-2.[6]

## Diskografie
- John Giorno: Rasberry and Pornographic Poem, The Intrevenus Mind Records, New York [LP33], 1967
- Laurie Anderson, William Burroughs, John Giorno: You're the Guy I Want to Share My Money With, East Side Digital, Audio-CD, 1993